# Yannick Maden
Yannick Maden (Stuttgart, 28 d'octubre de 1989) és un tennista professional alemany. Es va graduar a la Clemson University, on va jugar a l'equip de tennis d'allí fins que va formar part del circuit professional.

## Trajectòria

### Individual
| Open d'Austràlia | A   | A   | A   | A   | A   | A   | Q1  | Q2 | 0 / 0  | 0 – 0  |
| Roland Garros | A   | A   | A   | A   | A   | Q1  | 2R  |    | 0 / 1  | 1 – 1  |
| Wimbledon | A   | A   | A   | A   | Q1  | 1R  | Q1  |    | 0 / 1  | 0 – 1  |
| US Open | A   | A   | A   | A   | Q1  | 1R  | Q1  |    | 0 / 1  | 0 – 1  |
| Total Victòries−Derrotes                                                                                                   | 0−0 | 0−0 | 0−0 | 0−1 | 1−1 | 5−8 | 3−6 |    | 9 – 17 | 9 – 17 |
| Rànquing a final d'any | 704 | 447 | 654 | 272 | 147 | 126 | 126 |    |        |        |
| Llegenda: G: Guanyador; F: Finalista; SF: Semifinalista; QF: Quarts de final; Q: Qualificació; A: Absent; RR: Round Robin; |     |     |     |     |     |     |     |    |        |        |